# Turul Dobrogei 2012
Turul Dobrogei 2012 este cea de-a 13-a ediție a competiției naționale de ciclism organizată începând din acest an de Federația Română de Ciclism, reorganizată în urma separării de secția de triatlon, împreună cu Direcția pentru Sport a Județului Constanța și Clubul Sportiv de Ciclism Club Bilal 2000 Constanța. Aceasta se va desfăfșura între 17 și 20 mai, pe un traseu de 375 de kilometri, asemănător cu cel din ediția precedentă. Concurează sportivi din categoriile: juniori mari, under 23 și elite (seniori).

## Echipe
- Mazicon București: Zoltan Sipos, Istvan Terebesi, Ștefan Morcov, Andrei Șerbănescu, Roland Schmit, Adrian Sestacovschi – elite; Adrian Zamfir – juniori
- Petrolul Ploiești: Stefan Buzaș, Lucian Oprea – elite; Alexandru Buduroi, Alexandru Poenaru, Andrei Ganea, Cristian Badea, Ioan Stănescu – juniori
- Bilal Constanța: Filip Grigorescu, Cristian Doicescu, Cristian Ciotic – elite; Robert Pisică, Bogdan Vlad, Adrian Olteanu, Cătălin Iorga – juniori
- Dobrich: Jordan Ivanov, Dimitar Popov, Chefki Uzir (toți Bulgaria) – elite; Radostiv Dimov, Stoian Petkov, Plamen Arabajiev – juniori (toți Bulgaria)
- Otopeni: Alexandru Ciocan, Bogdan Coman, Adrian Nițu, Valentin Pleșea, Nicolae Țintea, Alexandru Stancu – elite
- Moldova: Iulian Braicov, Veaceslav Colotenco, Maxim Rusnac, Andrei Vrabii, Igor Terus – elite (toți Moldova)
- Alexi Nikolov: Georgi Petkov – elite; Stamenov Tzvetan, Dobrin Lilovski, Victor Kolev – juniori (toți Bulgaria)
- Olimpia: Marian Dinu – elite; Razvan Anghel, Cosmin Turcu – juniori
- Torpedo Zărnești: Eduard Grosu – elite
- Harvestehuder: George Wolters – elite
- Cibo Brașov: Răzvan Arnaut – juniori

## Etape

### Prolog
Joi, 17 mai: Hotel Caraiman – Aqua Magic (Mamaia), contratimp individual, 5 km
Rezultate
|    | Ciclist                | Echipă            | Timp     |
| -- | ---------------------- | ----------------- | -------- |
| 1  | Zoltan Sipos (ROU)     | Mazicon București | 00:06:20 |
| 2  | Eduard Grosu (ROU)     | Torpedo Zărnești  | +2s      |
| 3  | Alexandru Ciocan (ROU) | CS Otopeni        | +5s      |
| 4  | Istvan Terebesi (ROU)  | Mazicon București | +8s      |
| 5  | Maxim Rusnac (MDA)     | Moldova           | +13s     |
| 6  | Valentin Pleșea (ROU)  | CS Otopeni        | +16s     |
| 7  | Bogdan Coman (ROU)     | CS Otopeni        | +18s     |
| 8  | Nicolae Țintea (ROU)   | CS Otopeni        | +27s     |
| 9  | Alexandru Stancu (ROU) | CS Otopeni        | +28s     |
| 10 | Filip Grigorescu (ROU) | Bilal Constanța   | +28s     |

### Etapa 1
Joi, 17 mai: Constanța – Mangalia – Constanța, 80 km
|    | Ciclist                 | Echipă            | Timp     |
| -- | ----------------------- | ----------------- | -------- |
| 1  | Alexandru Ciocan (ROU)  | CS Otopeni        | 01:47:52 |
| 2  | Eduard Grosu (ROU)      | Torpedo Zărnești  | a.t.     |
| 3  | Lucian Oprea (ROU)      | Petrolul Ploiești | a.t.     |
| 4  | Zoltan Sipos (ROU)      | Mazicon București | a.t.     |
| 5  | Ștefan Morcov (ROU)     | Mazicon București | +2s      |
| 6  | Alexandru Buduroi (ROU) | Petrolul Ploiești | +2s      |
| 7  | Maxim Rusnac (MDA)      | Moldova           | +2s      |
| 8  | Istvan Terebesi (ROU)   | Mazicon București | +2s      |
| 9  | Victor Kolev (BUL)      | Alexi Nikolov     | +2s      |
| 10 | Alexandru Poenaru (ROU) | Petrolul Ploiești | +2s      |

|    | Ciclist                | Echipă            | Timp     |
| -- | ---------------------- | ----------------- | -------- |
| 1  | Alexandru Ciocan (ROU) | CS Otopeni        | 01:54:07 |
| 2  | Eduard Grosu (ROU)     | Torpedo Zărnești  | +1s      |
| 3  | Zoltan Sipos (ROU)     | Mazicon București | +5s      |
| 4  | Istvan Terebesi (ROU)  | Mazicon București | +15s     |
| 5  | Maxim Rusnac (ROU)     | Moldova           | +20s     |
| 6  | Bogdan Coman (ROU)     | CS Otopeni        | +25s     |
| 7  | Nicolae Țintea (ROU)   | CS Otopeni        | +34s     |
| 8  | Alexandru Stancu (ROU) | CS Otopeni        | +35s     |
| 9  | Filip Grigorescu (ROU) | Bilal Constanța   | +35s     |
| 10 | Valentin Pleșea (ROU)  | CS Otopeni        | +44s     |

### Etapa 2
Vineri, 18 mai: Constanța – Topraisar – Negru Vodă – Mangalia – Constanța, 126 km
|    | Ciclist                | Echipă            | Timp     |
| -- | ---------------------- | ----------------- | -------- |
| 1  | Nicolae Țintea (ROU)   | CS Otopeni        | 02:58:45 |
| 2  | Valentin Pleșea (ROU)  | CS Otopeni        | a.t.     |
| 3  | Alexandru Ciocan (ROU) | CS Otopeni        | a.t.     |
| 4  | Lucian Oprea (ROU)     | Petrolul Ploiești | +39s     |
| 5  | Maxim Rusnac (MDA)     | Moldova           | +42s     |
| 6  | Zoltan Sipos (ROU)     | Mazicon București | +3m 34s  |
| 7  | Istvan Terebesi (ROU)  | Mazicon București | +3m 34s  |
| 8  | Ștefan Morcov (ROU)    | Mazicon București | +3m 34s  |
| 9  | Bogdan Vlad (ROU)      | Bilal Constanța   | +3m 34s  |
| 10 | Bogdan Coman (ROU)     | CS Otopeni        | +3m 34s  |

|    | Ciclist                | Echipă            | Timp     |
| -- | ---------------------- | ----------------- | -------- |
| 1  | Alexandru Ciocan (ROU) | CS Otopeni        | 04:52:48 |
| 2  | Nicolae Țintea (ROU)   | CS Otopeni        | +28s     |
| 3  | Valentin Pleșea (ROU)  | CS Otopeni        | +42s     |
| 4  | Maxim Rusnac (MDA)     | Moldova           | +1m 06s  |
| 5  | Lucian Oprea (ROU)     | Petrolul Ploiești | +1m 39s  |
| 6  | Zoltan Sipos (ROU)     | Mazicon București | +3m 43s  |
| 7  | Istvan Terebesi (ROU)  | Mazicon București | +3m 53s  |
| 8  | Bogdan Coman (ROU)     | CS Otopeni        | +4m 03s  |
| 9  | Ștefan Morcov (ROU)    | Mazicon București | +4m 23s  |
| 10 | Alexandru Stancu (ROU) | CS Otopeni        | +19m 50s |

### Etapa 3
Sâmbătă, 19 mai: Constanța – Mihail Kogălniceanu – Medgidia – Topraisar – Constanța, 110 km
|    | Ciclist                | Echipă            | Timp     |
| -- | ---------------------- | ----------------- | -------- |
| 1  | Bogdan Vlad (ROU)      | Bilal Constanța   | 02:31:37 |
| 2  | Alexandru Stancu (ROU) | CS Otopeni        | a.t.     |
| 3  | Istvan Terebesi (ROU)  | Mazicon București | +15s     |
| 4  | Valentin Pleșea (ROU)  | CS Otopeni        | +22s     |
| 5  | Nicolae Țintea (ROU)   | CS Otopeni        | +22s     |
| 6  | Zoltan Sipos (ROU)     | Mazicon București | +22s     |
| 7  | Alexandru Ciocan (ROU) | CS Otopeni        | +22s     |
| 8  | Robert Pisică (ROU)    | Bilal Constanța   | +37s     |
| 9  | Maxim Rusnac (MDA)     | Moldova           | +40s     |
| 10 | George Wolters (ROU)   | Harvestehuder     | +47s     |

|    | Ciclist                 | Echipă            | Timp     |
| -- | ----------------------- | ----------------- | -------- |
| 1  | Alexandru Ciocan (ROU)  | CS Otopeni        | 07:24:47 |
| 2  | Nicolae Țintea (ROU)    | CS Otopeni        | +28s     |
| 3  | Valentin Plesea (ROU)   | CS Otopeni        | +42s     |
| 4  | Maxim Rusnac (MDA)      | Moldova           | +1m 24s  |
| 5  | Istvan Terebesi (ROU)   | Mazicon București | +3m 42s  |
| 6  | Zoltan Sipos (ROU)      | Mazicon București | +3m 43s  |
| 7  | Bogdan Coman (ROU)      | CS Otopeni        | +7m 59s  |
| 8  | Alexandru Stancu (ROU)  | CS Otopeni        | +19m 22s |
| 9  | Lucian Oprea (ROU)      | Petrolul Ploiești | +22m 40s |
| 10 | Cristian Doicescu (ROU) | Bilal Constanța   | +26m 00s |

### Etapa 4
Duminică, 20 mai: Bulevardul Aurel Vlaicu (Constanța), circuit, 70 km
|    | Ciclist                 | Echipă            | Timp     |
| -- | ----------------------- | ----------------- | -------- |
| 1  | Eduard Grosu (ROU)      | Torpedo Zărnești  | 01:51:17 |
| 2  | Alexandru Ciocan (ROU)  | CS Otopeni        | a.t.     |
| 3  | Bogdan Vlad (ROU)       | Bilal Constanța   | a.t.     |
| 4  | Zoltan Sipos (ROU)      | Mazicon București | a.t.     |
| 5  | Maxim Rusnac (MDA)      | Moldova           | a.t.     |
| 6  | Nicolae Țintea (ROU)    | CS Otopeni        | +3s      |
| 7  | Ștefan Buzaș (ROU)      | Petrolul Ploiești | +3s      |
| 8  | George Wolters (ROU)    | Harvestehuder     | +3s      |
| 9  | Iulian Braicov (MDA)    | Moldova           | +3s      |
| 10 | Alexandru Poenaru (ROU) | Petrolul Ploiești | +3s      |

|    | Ciclist                 | Echipă            | Timp     |
| -- | ----------------------- | ----------------- | -------- |
| 1  | Alexandru Ciocan (ROU)  | CS Otopeni        | 09:15:58 |
| 2  | Nicolae Țintea (ROU)    | CS Otopeni        | +37s     |
| 3  | Valentin Pleșea (ROU)   | CS Otopeni        | +57s     |
| 4  | Maxim Rusnac (MDA)      | Moldova           | +1m 27s  |
| 5  | Zoltan Sipos (ROU)      | Mazicon București | +3m 44s  |
| 6  | Istvan Terebesi (ROU)   | Mazicon București | +3m 51s  |
| 7  | Bogdan Coman (ROU)      | CS Otopeni        | +8m 30s  |
| 8  | Alexandru Stancu (ROU)  | CS Otopeni        | +19m 31s |
| 9  | Lucian Oprea (ROU)      | Petrolul Ploiești | +22m 49s |
| 10 | Cristian Doicescu (ROU) | Bilal Constanța   | +26m 17s |